# Bernardo Prudencio Berro
Bernardo Prudencio Berro y Larrañaga (Montevideo, llavors Banda Oriental, avui Uruguai, 28 d'abril de 1803 - ídem, 19 de febrer de 1868), va ser un polític i escriptor uruguaià, membre del Partit Nacional, i President de la República entre 1860 i 1864.

## Vida i activitat política
Vinculat pel seu origen a una família de comerciants espanyols de primerenca actuació política (el seu pare, Pedro Francisco de Berro, va ser integrant de l'Assemblea Constituent de 1828 a 1830), Bernardo Berro va ser ministre de Govern (1845-1851) de Manuel Oribe durant el Govern "del Cerrito", membre del seu Tribunal Suprem i una de les figures més destacades d'aquella administració.
Durant l'administració de Juan Francisco Giró, de qui va ser el seu estret col·laborador, va ser Ministre de Govern novament i també de Relacions Exteriors, i objecte principal dels atacs de l'oposició que acabaria enderrocant aquell govern, el setembre de 1853.
Des d'abans, almenys des de 1847, s'havia manifestat partidari de la qual cosa la història uruguaiana coneix amb el nom de "Política de Fusió", denominació que competeix al projecte oligàrquic d'abolició de les divises i la vigència integral de la Constitució de 1830, com a forma de desplaçar als cabdills del poder polític i la direcció dels assumptes d'Estat, fet notori durant l'anomenada Guerra Gran, per llavors en curs.
Va ser elegit com a 6è President constitucional de la República Oriental de l'Uruguai l'1 de març de 1860, exercint íntegrament els seus quatre anys de mandat, durant els quals va haver d'enfrontar novament l'oposició a aquells principis polítics. Una de les seves primeres mesures va ser, precisament, la prohibició de l'ús públic de les divises i la penalització severa dels infractors.
Influït pel model democràtic conservador estatunidenc, el que va esmentar a diversos articles de caràcter polític, Bernardo Berro va ser un dels primers presidents de l'Uruguai que va intentar aconseguir l'afabilitat administrativa de l'Estat uruguaià, per al qual va dictar una sèrie de mesures que van trobar oposició fins i tot en els elements més afins a ell dins del seu govern.
D'origen acomodat i de costums i hàbits patricis, Bernardo Berro tanmateix era individu d'una vistosa senzillesa. Habitava generalment seu cinquena al partit (avui barri de Montevideo) de Manga, a uns 15 quilòmetres del centre de Montevideo, i treballava ell mateix la terra, la qual cosa provocava la sorpresa i el repudi d'una elit aristòcrata que no concebia semblants actituds en un individu del seu càrrec i de la seva classe.
Va haver d'enfrontar, des de 1863, la insurrecció "antifusionista", i després la del Partit Colorado de Venancio Flores, la qual, al final del seu mandat, l'1 de març de 1864, no havia pogut sufocar, entre altres coses, per la defecció d'alguns dels seus col·laboradors més immediats, com Andrés Lamas, que es va passar obertament del costat del rebel. Les desavinences amb els seus generals també van ser causa addicional de la inacció militar del seu govern.
Retirat a la vida privada, no va ser molestat per Flores ni els seus partidaris. Tanmateix, en abandonar aquest el poder, el 15 de febrer de 1868, Berro va intentar una sublevació militar amb elements del seu partit original, el Partit Nacional (o Partit Blanc), al qual acabava tornant després d'anys d'oposició personal a les divises.
Aquesta sublevació, mal organitzada i més mal dirigida, va tenir lloc en un dels dies més vistosos de la història de l'Uruguai, el 19 de febrer de 1868. Aquell dia, al mig d'una epidèmia de còlera que assolava la ciutat i que l'havia deixat virtualment deserta, els seguidors de Berro van intentar apropiar-se de la ciutat de Montevideo atacant l'Ajuntament (llavors seu del Poder Legislatiu) i altres punts importants d'aquesta.
A pocs carrers més enllà, Flores era emboscat i assassinat a punyalades i trets per un grup de desconeguts. Berro, abandonat pels seus seguidors, va errar per la ciutat fins que va ser capturat i portat a l'Ajuntament, on seria assassinat en ser acusat de la mort de Venancio Flores, sent llançat després el seu cos a una fossa comuna, després de ser exhibit a diverses cantonades de la ciutat per un carro dels usats per al transport d'excrements de Montevideo, gairebé sense clavegueres.
És important destacar que sobre aquest dia en què dos expresidents van ser assassinats, s'ha escrit molt. Es coneixen almenys unes sis versions dels fets, la qual cosa ha enfosquit la comprensió d'aquests, ja potser definitivament allunyada dels nostres dies. El salvatgisme i l'acarnissament que van caracteritzar les lluites civils de l'Uruguai del segle xix queda exemplificat en tots els testimonis coneguts, els quals també coincideixen a afirmar que la revenja per la mort de Flores derivaria en un bany de sang desencadenat en massacrar els membres del Partit Colorado als blancs a Montevideo i en altres punts del país.

## Època i obra del seu govern

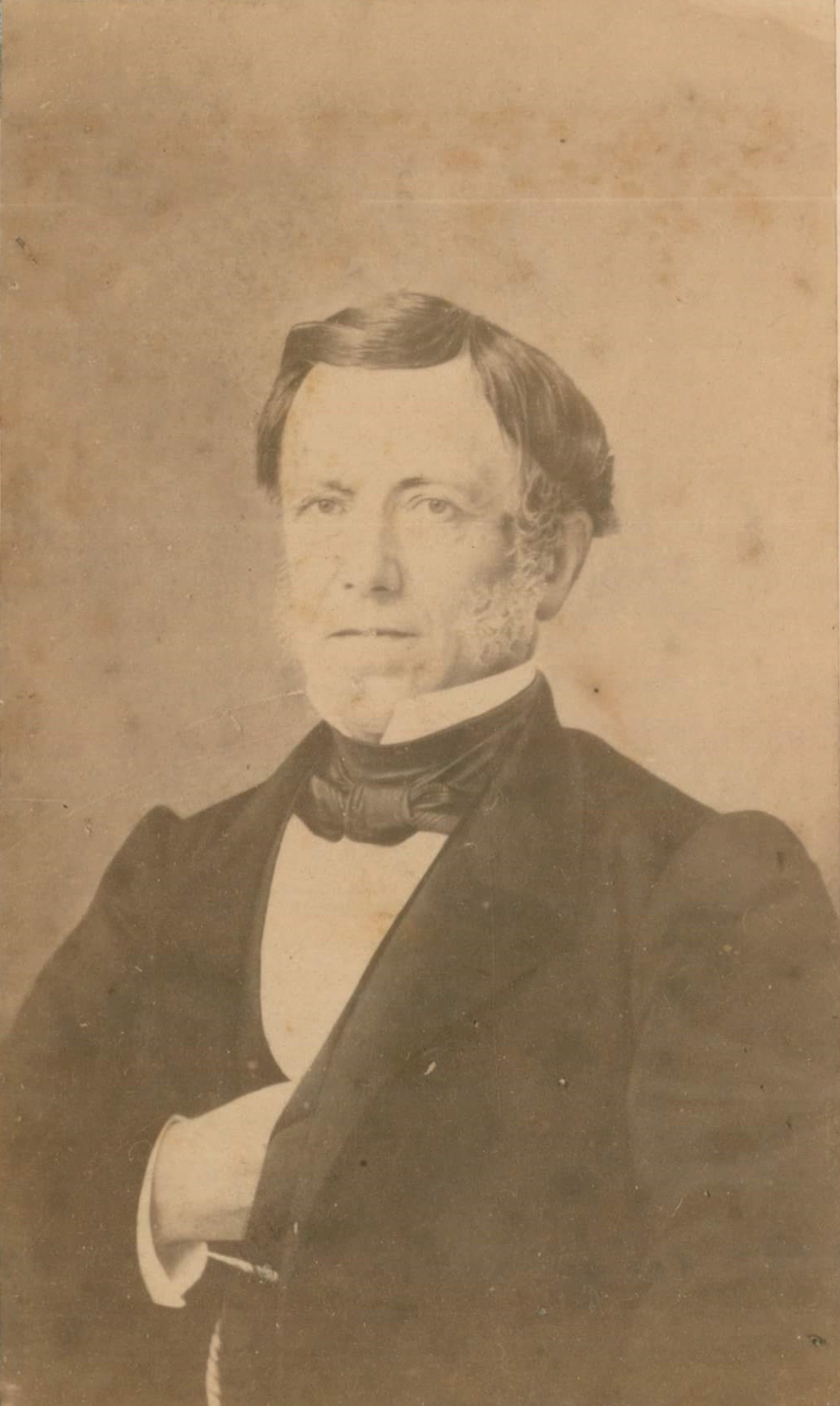
Bernardo Berro

Durant el seu govern es va produir una gran recuperació econòmica del país, fet que s'explica fonamentalment per tres factors: el creixement del comerç i dels comerciants com a grup socioeconòmic dominant a la ciutat; la revolució de la llana i el reforçament econòmic i polític dels treballadors; i l'ingrés de capital estranger, fonamentalment britànic.
L'augment del comerç exterior, tant d'importacions com d'exportacions es va produir per una sèrie de causes. En primer lloc, el creixement de la població nacional, va produir un augment de la demanda i, per tant, va ampliar la importació. En segon lloc, per la incorporació de la llana com a producte exportable del país. En tercer terme, s'ha d'assenyalar l'enorme incidència que va tenir la guerra del Paraguai (vegeu Guerra de la Triple Aliança) en la multiplicació de les activitats comercials i financeres. Tot això, sumat a l'establiment al país de pau interna que va conduir a la prosperitat i al creixement econòmic.
La revolució de la llana (nom que atorga la història uruguaiana a la introducció del capitalisme agrari des de 1850), que va significar la primera modificació de la producció de l'Uruguai des dels temps de la colònia, va ser una forma de modernització, ja que va permetre al país ingressar a millors nivells d'exportació econòmica.
L'oví va impulsar la tecnificació de l'agro (banys, bretes, a què són posats filats) i va demandar mà d'obra especialitzada. La bona qualitat de la llana va ampliar els mercats exteriors del país. Va accentuar la seva dependència però va diversificar els productes exportables i els mercats de consum, distribuint aquesta dependència entre diversos centres econòmics mundials.
La primera causa de l'expansió de la llana va ser la forta demanda europea, a partir sobretot del canvi de fibra que les indústries tèxtils angleses havien començat des de feia uns anys. Els països europeus no podien cobrir tota la demanda de la indústria tèxtil pel que recórrer als llocs on es produïa llana de bona qualitat i barata va ser una prioritat per als industrials europeus.
Durant la dècada de 1860 un altre fet que va afavorir a l'Uruguai va ser la Guerra de Secessió dels Estats Units, que va anul·lar la tramesa de cotó nord-americà a Europa. Desproveïda d'una de les dues fibres tèxtils que alimentaven a la seva indústria, Europa va haver de bolcar-se necessàriament a la compra de llana en quantitat molt major que fins a aquell moment.
En tercer lloc, una causa interna va portar els obrers criolls a apropar-se a la llana i va ser que l'abundància del bestiar boví havia portat que d'ell només es valorés el cuir. La crisi vacuna d'una banda i el fet que l'oví complementés, sense substituir-lo, al boví, tant en el consum de les pastures com en les eventualitats comercials, va fer que la seva explotació fos general en tota la República.
Les conseqüències del procés de diversificació, des d'un punt de vista social van ser: la repoblació del camp i de la terra, ja que per a la cura de l'ovella es necessita molta més mà d'obra que per al boví. A més, es va ubicar la població rural, ja que el pastor havia de romandre en un lloc fix. D'aquesta manera es va restar gent disposada a acompanyar les incessants revolucions; enfortint una classe mitjana rural i facilitant l'ascens social.
Des del punt de vista econòmic, l'oví va significar el trenqui de "l'edat del cuir", el qual va representar la diversificació dels productes exportables uruguaians. Al tasajo i als cuirs, calia sumar la llana. El que al seu torn va produir la diversificació dels mercats compradors. En aquesta diversificació i menor dependència relativa dels centres industrials europeus, van estar els motius d'aquell període de prosperitat.